# Trivial Pursuit

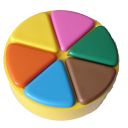
Een houder met zes partjes

Trivial Pursuit is een bordspel waarbij door beantwoording van vragen over geschiedenis, sport, cultuur en andere categorieën gewonnen kan worden. Deze vragen worden gesteld door de spelers of een daartoe aangewezen persoon die als scheidsrechter fungeert. Dit laatste is handig als men in teams speelt.
Het spel werd ontwikkeld door de Canadese journalisten Scott Abbott en Chris Haney en kwam in 1981 op de markt. Niet lang daarna verscheen een Nederlandstalige versie onder de naam Triviant. Het spel wordt nu weer onder de Engelse naam verkocht. Er is een standaardversie, maar er zijn ook versies voor verschillende leeftijdsgroepen en aandachtsgebieden. Het is een spel van Parker Brothers (onderdeel van Hasbro).
Er kan gespeeld worden in teams, maar ook 1-tegen-1. Er is theoretisch geen limiet aan het aantal spelers.
Op sommige vakjes op het bord is met het beantwoorden van de vraag een partje te winnen. Bij zes partjes (voor elke categorie één) heeft de speler gewonnen. 
De vragen worden in de standaard-uitgaven gedeeld in zes categorieën: 
- aardrijkskunde (blauw)
- amusement (roze)
- geschiedenis (geel)
- kunst & literatuur (bruin)
- wetenschap & natuur (groen)
- sport & ontspanning (oranje)

## Trivia
- Eén variant van dit bordspel werd enige tijd door de TROS als televisieprogramma uitgezonden onder de naam Tros Triviant. Een variant die hierop lijkt, is dvd-Triviant. Met dit spel wordt een dvd meegeleverd. Van deze dvd dienen de triviant-vragen (de vragen waarmee een partje is te verdienen) te worden beantwoord. Er wordt dan nadat op het scherm de juiste categorie is gekozen, een fragment getoond, waarover dan een vraag wordt gesteld. Dit is vergelijkbaar met de triviant-vragen in het tv-programma.
- Een andere variant op dit spel is het Top 40-spel, dat in 2006 in verband met het veertigjarig jubileum van de Nederlandse Top 40 door Clown Games is uitgegeven en volledig is gebaseerd op de geschiedenis van de Nederlandse Top 40. Hierbij zijn de 6 partjes vervangen door "grammofoonplaatjes"(kleine schijfjes met de opdruk van een ouderwetse grammofoonplaat) en zijn de vragen verdeeld in verschillende muziekcategorieën, waaronder het raden van muziekfragmenten op een met het spel meegeleverde cd.